# Renato Sáinz Loza
Renato Sáinz Loza (Sucre, 29 de març de 1906 - 28 d'octubre de 1987) fou un futbolista bolivià de les dècades de 1920 i 1930 i militar.
Va participar en el Campionat Sud-Americà de 1926 i 1927. Fou 6 cops internacional amb la selecció boliviana de futbol, amb la qual disputà la Copa del Món de futbol de 1930. Pel que fa a clubs, defensà els colors del The Strongest.
Fou militar arribant a sotstinent l'any 1932 i participà en la Guerra del Chaco.

## Palmarès
- Campionat de La Paz de futbol: 2
  - 1930, 1935